# FBI犯罪捜査部門
犯罪捜査部門（はんざいそうさぶもん、英：Criminal Investigative Division、CID）は、連邦捜査局（FBI）の犯罪・サイバー・対応・サービス支部に属する部門である。
CIDは、FBI内の主要部門として、麻薬取引や暴力犯罪などの伝統的な犯罪に関するFBIの捜査を監督する。
CIDは、4,800人の現場特別捜査官、300人の情報アナリスト、520人の本部職員からなるFBI最大の作戦部門である。9・11同時多発テロ事件後、CIDは劇的に再編され、その資源の大部分が新設されたFBI国家安全保障支部に転用された。

## 指揮系統
CIDはFBI副長官を長とし、FBI犯罪・サイバー・対応・サービス支部の上級副支部長が責任者となっている。
現在のCID担当副支部長はCalvin Shiversである。

## 組織体制
現代の犯罪活動の傾向をよりよく反映させるため、CIDの組織構造は、2004年度にFBI指導部によって再編成された。
第1支部（犯罪組織支部）
- 国際組織犯罪 - 西半球課

麻薬、ギャング、大規模な窃盗団に対応
- 国際組織犯罪 - 東半球課
- 国際犯罪組織課（Transnational Criminal Enterprise Section）

組織犯罪に関する捜査を行う。
- 凶悪犯罪課
- 組織犯罪対策課
- 児童暴力犯罪課

第2支部（国家犯罪支部）
- 公共腐敗・公民権課
- 金融犯罪課
- 捜査支援課
- 国家秘密工作課

情報支部
- 犯罪情報課
- 業務支援課